# Leptodascalia decora
Leptodascalia decora är en insektsart som först beskrevs av Melichar 1902.  Leptodascalia decora ingår i släktet Leptodascalia och familjen Flatidae. Inga underarter finns listade i Catalogue of Life.